# Tenbun
Tenbun (天文), também conhecida por Tenmon (てんもん),  foi uma era do Japão (年号, nengō, "nome do ano") depois de Kyōroku e antes de Kōji. Este período durou de julho de 1532 a outubro de 1555. O imperador reinante foi Go-Nara-tennō (後奈良天皇).

## Mudança de era
- 1532 Tenbun gannen (天文元年): a pedido de Ashikaga Yoshiharu, o 12º shōgun do Muromachi Bakufu, o nome da era foi alterado por causa de várias batalhas. A era anterior terminou e uma nova começou em Kyōroku 5, no 29º dia do 7º mês.

| Precedido por Kyōroku | Era ou nengō Tenbun 1532–1555 | Sucedido por Kōji |